# 핌프 C

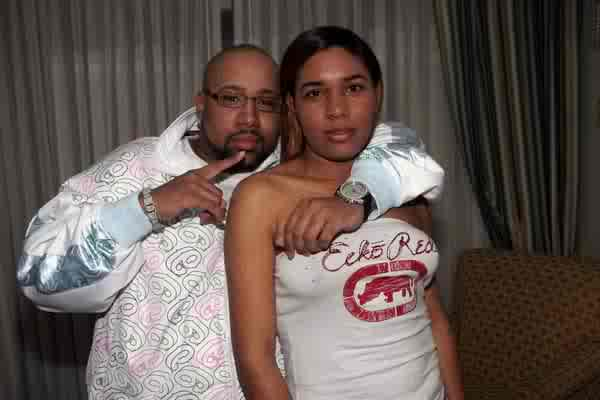

채드 래몬트 버틀러(Chad Lamont Butler, 1973년 12월 29일 ~ 2007년 12월 4일)는 미국의 랩퍼 겸 프로듀서로, 핌프 C(Pimp C)라는 이름으로 잘 알려져 있다. 또한, 힙합 그룹 유지케이의 멤버이기도 했다.